# Викивиды
Викиви́ды (англ. Wikispecies) — один из проектов Фонда Викимедиа, справочник по таксономии биологических видов, основанный на вики-движке.
Открытый и свободный каталог видов, содержащий классификацию животных, растений, грибов, бактерий, архей, протистов и всех остальных форм жизни; проект ориентирован на учёных, а не на широкую публику.
Информация с сайта доступна в соответствии с лицензиями GNU FDL и CC-BY-SA.
Открывшийся 14 сентября 2004 года, когда биологам по всему миру было предложено внести свой вклад, проект рос в рамках таксономии Линнея со ссылками на статьи Википедии об отдельных видах до апреля 2005 года.

## История
Бенедикт Мандл координировал усилия нескольких людей, которые были заинтересованы в участии в проекте, и устанавливал связи с потенциальными сторонниками в начале лета 2004 года. Базы данных были оценены, а администраторы находились на связи; некоторые из них согласились предоставить свои площадки для Викивидов. Мандл определил две основные задачи:
1. Понять, как должно быть представлено содержимое базы данных путём опроса экспертов, потенциальных непрофессиональных пользователей и сравнить их с уже существующими базами данных
2. Выяснить, как делать программное обеспечение, какое оборудование требуется и как покрывать расходы через опрос экспертов, знакомых добровольцев и потенциальных спонсоров

Преимущества и недостатки были широко обсуждены с помощью списка рассылки wikimedia-I. Совет директоров Фонда Викимедиа проголосовал 4 к 0 за создание Викивидов. Проект был запущен в августе 2004 года и размещён по адресу species.wikimedia.org. Он был официально объединён с дочерним проектом Фонда 14 сентября 2004 года.

### Статистика роста
| Дата       | Число статей |
| ---------- | ------------ |
| 10.10.2006 | 75 тыс.      |
| 20.05.2007 | 100 тыс.     |
| 08.09.2008 | 150 тыс.     |
| 23.10.2011 | 300 тыс.     |
| 16.06.2014 | 400 тыс.     |
| 7.01.2017  | 500 тыс.     |
| 8.12.2019  | 700 тыс.     |